# نيكوس أندرولاكيس
نيكوس أندرولاكيس (مواليد 7 فبراير 1979) هو سياسي يوناني كان عضو في البرلمان الأوروبي في الفترة من 2014 حتى 2019.